# Karl Hanke
Karl August Hanke (24. august 1903 – 8. juni 1945) var en tysk, nazistisk embedsmand. Han var Gauleiter i Nedre Schlesien fra 1940 til 1945 og efterfulgte Heinrich Himmler som Reichsführer-SS i nogle få dage i 1945.

## Tidlige karriere
Hanke var født i Lauban, nu Lubań i Nedre Schlesien. Han blev udlært møller og fra 1928 arbejdede han som instruktør på en fagskole i Berlin. Han blev tidligt et ivrigt medlem af nazistpartiet (NSDAP) og Allgemeine-SS, og fra 1928 var Hanke medlem af den preussiske landdag. I 1931 blev han afskediget på grund af sine politiske aktiviteter.
Efter at nazisterne havde vundet en stor valgsejr i september 1930, blev Hanke leder af partiets lokalafdeling i den vestlige del af Berlin og fik kontakt med den unge arkitekt Albert Speer. Hanke indgik en kontrakt med Speer om at ombygge en villa i de vestlige forstæder til kontor for partiet. Hanke og Speer blev nære venner. I 1944 advarede Hanke Speer mod at besøge Auschwitz uanset grunden. Hanke havde ifølge Speers erindringer sagt, at han havde"set noget han ikke måtte beskrive, og ikke kunne beskrive."

## Regeringstjeneste
I 1932 blev Hanke valgt til den tyske Rigsdag for NSDAP.
Den 1. april 1932 blev Hanke personlig assistent for Joseph Goebbels, NSDAP's Gauleiter i Berlin. Igen sikrede han en opgave for Albert Speer, idet han lod ham bygge et hovedkvarter for NSDAP i Berlin i byens centrum (Voßstraße 11). Efter nazisternes magtovertagelse valgte han i marts 1933 at etablere Goebbels' propagandaministerium.[kilde mangler] Hanke fulgte sin chef som personlig hjælper. I 1938 blev han forfremmet til statssekretær (viceminister) i propagandaministeriet.
Hankes tilsyneladende endeløse opstigning i frakkeskøderne på Goebbels kom til en pludselig, om end midlertidig, ende, da han blev trukket ind i de ægteskabelige stridigheder mellem Joseph Goebbels og hans kone Magda. Goebbels havde mange affærer, fortrinsvis med skuespillerinder. I 1938 lod det til, at Magda var klar til at opgive sit ægteskab, da Goebbels havde en affære med en ung tjekkisk skuespillerinde – Lída Baarová. Hanke holdt med Magda, som han var tiltrukket af, og som åbenbart var villig til at forlade Goebbels til fordel for ham. Begge affærer blev til sidst stoppet efter ordre fra Hitler.
I 1939 meldte Hanke sig frivilligt til militærtjeneste som tidligere reserveofficer. Fra september til oktober 1939 gjorde han tjeneste ved 3. Panser Division i Polen. I maj og juni 1940 gjorde Hanke tjeneste under general Erwin Rommel i 7. Panser Division i Frankrig. Han blev hjemsendt fra den tyske hær i 1941 med rang af premierløjtnant.
I Breslau udpegede Hitler Hanke til posten som guvernør og regional leder(Gauleiter) for Nedre Schlesien. Et år senere forfremmede SS lederen Heinrich Himmler ham til SS-Gruppenführer. Hanke gennemførte den nazistiske politik fanatisk: under hans ledelse i Breslau blev mere end 1.000 mennesker henrettet på hans ordre, hvilket gav ham tilnavnet "bødlen fra Breslau".

## Breslaus fald
I de sidste måneder af 2. verdenskrig, da den Røde Hær rykkede ind i Schlesien og omringede "fæstningen" Breslau, udnævnte Hitler ham til byens Kampfkommandant.
Hanke ledede med hård hånd det håbløse og nytteløse forsvar af byen under Slaget om Breslau. Goebbels beskrev ofte i sin dagbog sin beundring af Hanke i foråret 1945. Da Breslau til sidst blev erobret, var Hanke intetsteds at finde.
Den 6. maj overgav general Hermann Niehoff Breslau. Hanke fløj ud af byen den 5. maj i et lille Fieseler Storchfly, som var gemt til ham. (Speer påstod, at Hanke flygtede i en prototype af en helikopter.)

## Reichsführer-SS
Hankes fanatisme og ubetingede lydighed overfor Hitlers ordrer imponerede også Hitler, som i sit politiske testamente af 29. april 1945 udpegede ham til Reichsführer-SS og chef for det tyske politi i stedet for Heinrich Himmler. Blot otte dage tidligere havde Hanke fået Nazitysklands højeste orden, Deutscher Orden, en belønning for hans forsvar af Breslau mod den fremrykkende sovjetiske hær. Hankes opstigning til rang af Reichsführer-SS skete, da Adolf Hitler fratog Himmler alle poster og beordrede ham fængslet.

## Død
Hanke fik besked om sin forfremmelse den 5. maj 1945. Af ukendte årsager fløj han til Prag, hvor han sluttede sig til den 18. SS Panzergrenaderdivision "Horst Wessel". Hanke trak i en uniform som menig for at skjule sin identitet. Styrken prøvede at kæmpe sig vej tilbage til Tyskland, men efter et voldsomt slag med tjekkiske partisaner overgav den sig i byen Neudorf, nu Nova Ves, nordvest for Komotau, nu Chomutov. Hans sande identitet blev ikke opdaget, og han blev sat i krigsfangelejr sammen med lavtrangerende medlemmer af SS. Hanke forsøgte at undslippe fra lejren om morgenen den 8. juni 1945. Det lykkedes ham at komme ud af selve lejren, men en tjekkisk vagt opdagede, at han flygtede, skød ham i ryggen og dræbte ham på stedet. Hanke erkendte nok, at det blot var et spørgsmål om tid, inden han ville blive opdaget. Andre beretninger fortæller, at han blev pryglet ihjel af tjekker eller henrettet af polakker.